# Liste buddhistischer Tempel und Klöster in Deutschland
Die Liste buddhistischer Tempel und Klöster in Deutschland listet Tempel und Klöster nach der buddhistischen Lehre auf.

## Liste

### Baden-Württemberg
| Name                                   | Ort                           | Anmerkungen                                                                      | Bild |
| -------------------------------------- | ----------------------------- | -------------------------------------------------------------------------------- | ---- |
| Wat Sibounheuang                       | Altlußheim                    | Theravada-Kloster (Lao)                                                          |      |
| Vien Duc                               | Ravensburg                    | vietnamesisch-amidistischer Tempel                                               |      |
| Zen Buddhistisches Zentrum Schwarzwald | Herrischried-Großherrischwand | Zen-Buddhistisches Kloster in Sōtō-Zen Tradition; Abt ist Zentatsu Richard Baker |      |

### Bayern
| Name                      | Ort                            | Anmerkungen                                                                  | Bild |
| ------------------------- | ------------------------------ | ---------------------------------------------------------------------------- | ---- |
| Abhidhamma Klause         | Bruckmühl                      | Nonnen-Einsiedelei der ehrwürdigen Ayya Agganyani in der Theravada-Tradition |      |
| Anenja Vihara             | Rettenberg                     | Nonnenkloster der Theravada-Tradition                                        |      |
| Bodhi Vihara              | Freising                       | Mönchskloster der Theravada-Tradition                                        |      |
| Daihizan Fumonji          | Eisenbuch, Landkreis Altötting | Sōtō-Zen-Kloster; Abt ist Fumon S. Nakagawa Roshi                            |      |
| Drikung Garchen Institute | München                        | Tempel der Drikung Kagyu Linie der tibetisch-buddhistischen Tradition        |      |
| Wat-Thai-Tempel           | München                        | Theravada-Tradition                                                          |      |
| Metta Vihara              | Buchenberg                     | eh. Mönchskloster der Theravada-Tradition                                    |      |
| Muttodaya                 | Herrnschrot                    | Mönchskloster der Theravada-Tradition; thailändische Waldtradition           |      |
| Wat Dhammakaya Bavaria    | Königsbrunn                    | Tempel der thailändischen Theravada-Tradition                                |      |
| Shinbutsu-Shūgō Monastery | Gerolfingen                    | Mönchs und Nonnenkloster der Shinbutsu-Shūgō Tradition                       |      |

### Berlin
| Name                   | Ort                  | Anmerkungen                                                                                     | Bild |
| ---------------------- | -------------------- | ----------------------------------------------------------------------------------------------- | ---- |
| Fo-Guang-Shan Tempel   | Berlin-Gesundbrunnen | Buddhistischer Tempel der chinesischen Tradition – Mahajana                                     |      |
| Das Buddhistische Haus | Berlin               | Kloster der Theravada-Tradition Sri Lankas; gilt als der älteste buddhistische Tempel in Europa |      |
| Wat Buddharama         | Berlin               | Thai-Tempel der Theravada-Tradition                                                             |      |
| Wat Buddhavihara       | Berlin               | Thai-Tempel der Theravada-Tradition                                                             |      |

### Brandenburg
| Name               | Ort  | Anmerkungen                                                         | Bild |
| ------------------ | ---- | ------------------------------------------------------------------- | ---- |
| Karma Tengyal Ling | Menz | Tempel der Karma Kagyu Linie der tibetisch-buddhistischen Tradition |      |

### Hamburg
| Name              | Ort     | Anmerkungen                         | Bild |
| ----------------- | ------- | ----------------------------------- | ---- |
| Wat Buddhabharami | Hamburg | Thai-Tempel der Theravada-Tradition |      |

### Hessen
| Name                 | Ort               | Anmerkungen                                                        | Bild |
| -------------------- | ----------------- | ------------------------------------------------------------------ | ---- |
| Kloster Siedelsbrunn | Siedelsbrunn      | Kloster mit vietnamesischer Zen-Tradition des Mönches Linji Yixuan |      |
| Pagode Phat Hue      | Frankfurt am Main | vietnamesischer Zen-Tempel                                         |      |
| Wat Pah Puritattaram | Gießen            | Thai-Tempel der Theravada-Tradition; thailändische Waldtradition   |      |
| Siht Wat Thazung     | Wiesbaden         | Thai-Tempel der Theravada-Tradition                                |      |
| Wat Bodhi-Dhamm      | Frankfurt am Main | Thai-Tempel der Theravada-Tradition                                |      |

### Niedersachsen
| Name                               | Ort            | Anmerkungen                                             | Bild |
| ---------------------------------- | -------------- | ------------------------------------------------------- | ---- |
| Buddhistisches Nonnenkloster Shide | Schneverdingen | Nonnenkloster in der tibetisch-buddhistischen Tradition |      |
| Wat Dhammavihara                   | Hannover       | Thai-Tempel der Theravada-Tradition                     |      |
| Buddhistischer Maha Vihara         | Schneverdingen | Zentrum für Meditation und Lehre.                       |      |
| Vien Giac                          | Hannover       | Tempel des Amidismus                                    |      |
| Kloster Sirisampanno               | Estorf         | Nonnenkloster in der Theravada-Tradition; Waldtradition |      |

### Nordrhein-Westfalen
| Name                                   | Ort                            | Anmerkungen                                                                                   | Bild |
| -------------------------------------- | ------------------------------ | --------------------------------------------------------------------------------------------- | ---- |
| European Institute of applied Buddhism | Waldbröl                       | Buddhistischer Tempel nach den Lehren von Thích Nhất Hạnh                                     |      |
| Ekō-ji                                 | Düsseldorf                     | In der Tradition der Jōdo-Shinshū; gehört zum Ekō-Haus der Japanischen Kultur.                |      |
| Kakunen-Ji, Zen Tempel "offene Weite"  | Schloss Wachendorf, Mechernich | In der Zen-Tradition des Sōtō-shū; unter Leitung von Taiku Güttler Roshi                      |      |
| Wat Dhammabharami                      | Dortmund                       | Thai-Tempel der Theravada-Tradition; thailändische Waldtradition                              |      |
| Wat Dhammaniwasa                       | Eschweiler                     | Thai-Tempel der Theravada-Tradition; thailändische Waldtradition; Abt ist Phra Samut Theesuka |      |
| Wat Pah Analayo                        | Dortmund                       | Thai-Tempel der Theravada-Tradition; thailändische Waldtradition                              |      |
| Wat Charoen Dham e.V.                  | Lügde                          | Thai-Tempel der Theravada-Tradition                                                           |      |
| Wat Buddhabharami                      | Herne, Herforder Str.2         | Thai-Tempel der Theravada-Tradition; thailändische Waldtradition                              |      |

### Rheinland-Pfalz
| Name                | Ort          | Anmerkungen | Bild |
| ------------------- | ------------ | --- | ---- |
| Wat Thai Buddha Apa | Ludwigshafen | Thai-Tempel der Theravada-Tradition; thailändische Waldtradition; geleitet von Phra Chatchawan Apaharo Sarakhan |      |

### Saarland
| Name       | Ort                  | Anmerkungen                         | Bild |
| ---------- | -------------------- | ----------------------------------- | ---- |
| Wat Somdej | Losheim-Waldhölzbach | Thai-Tempel der Theravada-Tradition |      |

### Sachsen
| Name                              | Ort            | Anmerkungen   | Bild |
| --------------------------------- | -------------- | ------------- | ---- |
| An Tich Huong                     | Adorf/Vogtland | vietnamesisch |      |
| วัดไทย ไลพ์ซิก (Thai Tempel Leipzig) | Leipzig        | thailändisch  |      |

### Schleswig-Holstein
| Name               | Ort                  | Anmerkungen                                                                   | Bild |
| ------------------ | -------------------- | ----------------------------------------------------------------------------- | ---- |
| Mokushozan Jakkoji | Schönböken/Ruhwinkel | In der Zen-Tradition des Sōtō-shū; unter Leitung von L. Tenryu Tenbreul Roshi |      |
| Wat Katanyutaram   | Kiel                 | Thai-Tempel der Theravada-Tradition und Meditationszentrum                    |      |